# Bidaragaddi, Haveri
Bidaragaddi là một làng thuộc tehsil Haveri, huyện Haveri, bang Karnataka, Ấn Độ.